# Davidson (Familienname)
Davidson ist ein patronymischer Familienname, der vom Namen David hergeleitet wird (Sohn des David). Er ist ein Familienname.

## Namensträger

### A
- Adam Davidson (* 1964), US-amerikanischer Schauspieler und Regisseur
- Alan Davidson (Cricketspieler, 1897) (1897–1962), australischer Cricketspieler
- Alan Davidson (Cricketspieler, 1929) (1929–2021), australischer Cricketspieler
- Alan Davidson (Schriftsteller) (* 1949), britischer Schriftsteller
- Alan Eaton Davidson (1924–2003), britischer Diplomat und Kulturhistoriker
- Alexander C. Davidson (1826–1897), US-amerikanischer Politiker
- Allan Davidson (Entdecker) (1873–1930), Entdeckungsreisender mit geologischen Kenntnissen
- Allan Douglas Davidson (1873–1932), britischer Landschafts-, Porträt- und Aktmaler
- Allen Turner Davidson (1819–1905), konföderierter Politiker
- Amanda Davidson (* 1983), US-amerikanische Basketballspielerin
- Amy Davidson (* 1979), US-amerikanische Schauspielerin
- Andeh Davidson (* 1958), nigerianischer Boxer
- Andrew Davidson, 2. Viscount Davidson (1928–2012), britischer Politiker (Conservative Party)
- Andrew Davidson (Schriftsteller) (* 1969), kanadischer Schriftsteller
- Andrew Davidson (Dartspieler), schottischer Dartspieler
- Anstruther Davidson (1860–1932), schottischer Botaniker
- Anthony Davidson (* 1979), britischer Formel-1-Rennfahrer
- Asbury Bascom Davidson (1855–1920), US-amerikanischer Politiker
- Avram Davidson (1923–1993), US-amerikanischer Schriftsteller

### B
- Basil Davidson (1914–2010), britischer Historiker und Afrikanist
- Ben Davidson (1940–2012), US-amerikanischer Footballspieler und Schauspieler
- Bessie Davidson (1879–1965), australische Künstlerin
- Beverly Davidson (* 1959), US-amerikanische Medizinerin
- Boaz Davidson (* 1943), israelischer Regisseur und Drehbuchautor
- Bob Davidson (Eishockeyspieler) (Robert Earl Davidson; 1912–1996), kanadischer Eishockeyspieler
- Bob Davidson (Baseballspieler) (Robert Banks Davidson; * 1963), US-amerikanischer Baseballspieler
- Bobby Davidson (1928–1993), schottischer Fußballschiedsrichter
- Brandon Davidson (* 1991), kanadischer Eishockeyspieler
- Brian Davidson (* 1964), britischer Diplomat
- Bruce Davidson (Fotograf) (* 1933), US-amerikanischer Fotograf
- Bruce Davidson (Reiter) (* 1949), US-amerikanischer Pferdezüchter und Vielseitigkeitsreiter

### C
- Carolyn Davidson (* 1943), US-amerikanische Grafikdesignerin
- Carson Davidson (1924–2016), US-amerikanischer Filmregisseur, Filmproduzent und Drehbuchautor
- Charles Davidson (Politiker) (1897–1985), australischer Politiker
- Charles Findlay Davidson (1911–1967), britischer Geologe
- Craig Davidson (* 1977), südafrikanischer Rugby-Union-Spieler

### D
- David Davidson (Fußballspieler, 1850) (1850–1960), schottischer Fußballspieler
- David Davidson (Wirtschaftswissenschaftler) (1854–1942), schwedischer Wirtschaftswissenschaftler
- David Davidson (Ingenieur) (1884–1956), schottischer Ingenieur und Pyramidologe
- David Davidson (Drehbuchautor) (1908–1985), US-amerikanischer Drehbuchautor
- David Davidson (Fußballspieler, 1926) (1926–1996), schottischer Fußballspieler
- David Davidson (Fußballspieler, 1934) (* 1934), schottischer Fußballspieler
- David Davidson (Politiker) (* 1943), schottischer Politiker
- David Davidson (Baseballspieler) (* 1984), kanadischer Baseballspieler
- David Davidson (Fußballspieler, 1986) (* 1986), ghanaischer Fußballspieler
- Delaney Davidson (* 1972), neuseeländischer Musiker
- Diane Mott Davidson (* 1949), US-amerikanische Kriminalschriftstellerin
- Donald Davidson (Dichter) (1893–1968), US-amerikanischer Dichter
- Donald Davidson (1917–2003), US-amerikanischer Philosoph
- Donald Davidson (Autor), US-amerikanischer Motorsporthistoriker britischer Herkunft
- Doug Davidson (* 1954), US-amerikanischer Schauspieler

### E
- Eduard von Davidson (1840–1922), königlich preußischer Generalleutnant
- Edward Davidson, US-amerikanischer Computeringenieur
- Eileen Davidson (* 1959), US-amerikanische Schauspielerin
- Elaine Davidson (* 1965),  Brasilianerin, meistgepiercte Frau der Welt
- Eric Davidson (1915–2009), kanadischer Mechaniker und überlebender der Halifax-Explosion
- Erik Harris Davidson (1937–2015), US-amerikanischer Systembiologe
- Ernest R. Davidson (* 1936), US-amerikanischer Chemiker

### F
- Frances Davidson, Viscountess Davidson (1894–1985), britische Politikerin
- Freddie Davidson (* 1998), britischer Ruderer

### G
- Garrison H. Davidson (1904–1992), US-amerikanischer Generalleutnant
- Geo Davidson (1865–1956), italienischer Radrennfahrer, Sportfunktionär und Unternehmer
- George Davidson (Geograph) (1825–1911), US-amerikanischer Geograph, Geodät und Astronom
- George Davidson (Leichtathlet) (1898–1948), neuseeländischer Leichtathlet und Rugby-League-Spieler
- George Davidson (Pianist), Pianist
- George Davidson (Sänger), Musiker, Sänger und Produzent
- Gordon Davidson (Politiker) (1915–2002), australischer Politiker
- Gordon Davidson (Eishockeyspieler) (John Gordon Davidson; 1918–2004), kanadischer Eishockeyspieler
- Gordon Davidson (Regisseur) (1933–2016), US-amerikanischer Regisseur

### H
- Hans von Davidson (* 1904), deutscher Kapitän zur See der Kriegsmarine
- Heath Davidson (* 1987), australischer Rollstuhltennisspieler
- Henry Brevard Davidson (1831–1899), Brigadegeneral des Konföderierten Heeres im Sezessionskrieg
- Hilda Ellis Davidson (1914–2006), englische Altertumsforscherin mit Schwerpunkt germanische und keltische Religion

### I
- Ian Davidson (Fußballspieler, 1937) (* 1937), schottischer Fußballspieler
- Ian Davidson (Fußballspieler, 1947) (* 1947), englischer Fußballspieler
- Ian Davidson (Politiker, 1950) (* 1950), schottischer Politiker
- Ian Davidson (Politiker, 1951) (* 1951), südafrikanischer Politiker
- Ian Davidson (Komponist), Filmkomponist
- Ian Davidson (Oboist), US-amerikanischer Oboist
- Inger Davidson (* 1944), schwedische Politikerin (Kristdemokraterna)
- Irwin D. Davidson (1906–1981), US-amerikanischer Jurist und Politiker
- Israel Davidson (1870–1939), US-amerikanischer jüdischer Schriftsteller und Verleger litauischere Herkunft

### J
- J. C. C. Davidson, 1. Viscount Davidson (1889–1970), britischer Politiker, Abgeordneter des House of Commons, Peer, Chancellor of the Duchy of Lancaster
- James Davidson (Ornithologe) (1849–1925), britischer Offizier und Ornithologe
- James Davidson (Rugbyspieler) (1942–2007), irischer Rugby-Union-Spieler
- James Davidson (Schauspieler), US-amerikanischer Schauspieler
- James Davidson (Tennisspieler) (* 1973), britischer Tennisspieler
- James Duncan Davidson (* 1970), US-amerikanischer Softwareentwickler
- James H. Davidson (1858–1918), US-amerikanischer Politiker
- James N. Davidson (* 1964), britischer Althistoriker
- James Norman Davidson (1911–1972), britischer Biochemiker
- James O. Davidson (1854–1922), US-amerikanischer Politiker
- James Wheeler Davidson (1872–1933), US-amerikanisch-kanadischer Journalist, Diplomat, Unternehmer und Entdecker
- Jane Davidson (* 1957), walisische Politikerin
- Jason Davidson (* 1991), australisch-griechischer Fußballspieler
- Jaye Davidson (* 1968), US-amerikanischer Schauspieler
- Jeremy Davidson (Schauspieler) (* 1971), US-amerikanischer Schauspieler
- Jeremy Davidson (Rugbyspieler) (Jeremy William Davidson; * 1974), walisischer Rugby-Union-Spieler
- Jermareo Davidson (* 1984), US-amerikanischer Basketballspieler
- Jimmy Davidson (Fußballspieler, 1873) (James Wilkie Davidson; 1873–1929), schottischer Fußballspieler
- Jimmy Davidson (Jazzmusiker) (James Douglas Davidson; 1908–1978), kanadischer Jazzmusiker und Bigbandleader
- Jimmy Davidson (Fußballspieler, 1925) (James Anderson Davidson; 1925–1996), schottischer Fußballspieler
- Jo Davidson (1883–1952), US-amerikanischer Bildhauer
- Joan Kaplan Davidson (1927–2023), US-amerikanische Konservatorin und Philanthropin
- Joe Davidson (1915–1985), kanadischer Arbeiterführer
- John Davidson (Politiker, I), kanadischer Politiker
- John Davidson (Dichter) (1857–1909), schottischer Dichter
- John Davidson (Schauspieler, 1886) (1886–1968), US-amerikanischer Schauspieler
- John Davidson (Politiker, 1924) (1924–2012), US-amerikanischer Politiker
- John Davidson (Schauspieler, 1941) (John Hamilton Davidson; * 1941), US-amerikanischer Schauspieler, Sänger und Showmaster
- John Davidson (Eishockeyspieler) (John Arthur Davidson; * 1953), kanadischer Eishockeytorwart und -funktionär
- John Andrew Davidson (1852–1903), kanadischer Politiker
- John F. Davidson (1908–1989), Konteradmiral der US-Navy
- John Frank Davidson (1926–2019), britischer Chemieingenieur und Hochschullehrer
- John Gordon Davidson (1918–2004), kanadischer Eishockeyspieler, siehe Gordon Davidson (Eishockeyspieler)
- John Humphrey Davidson (1876–1954), britischer Offizier und Politiker
- John James Davidson (1898–??), britischer Politiker
- John S. Davidson (1846–1894), US-amerikanischer Politiker
- John Wynn Davidson (1825–1880), US-amerikanischer Brigadegeneral
- J. P. Davidson, chilenischer Fußballspieler
- Julius Ralph Davidson (1889–1977), deutsch-US-amerikanischer Architekt
- Jun Marques Davidson (* 1983), japanischer Fußballspieler

### K
- Kenneth Davidson (1905–1954), US-amerikanischer Badmintonspieler
- Kief Davidson (* 1970), amerikanischer Filmemacher
- Kyle Davidson (* 1988), kanadischer Eishockeyfunktionär

### L
- Laurie Davidson (Designer) (Lawrence Karl Davidson; * 1927), neuseeländischer Bootsdesigner
- Laurie Davidson (Schauspieler) (* um 1992), britischer Schauspieler
- Lionel Davidson (1922–2009), englischer Thrillerautor
- Lowell Davidson (1941–1990), US-amerikanischer Jazzpianist
- Lynch Davidson (1873–1952), US-amerikanischer Politiker

### M
- Madelyn Davidson (1913–1998), US-amerikanische Politikerin
- Marama Davidson (* 1973), neuseeländische Politikerin
- Margaret Davidson (1879–1978), schottisch-britische Lehrerin und Suffragette
- Martin Davidson (* 1939), amerikanischer Filmregisseur, Produzent, Drehbuchautor und Fernsehregisseur
- MaryJanice Davidson (* 1969), US-amerikanische Schriftstellerin
- Matthew Wolfe Davidson (* um 1971), Generalmajor der US Air Force
- Max Davidson (1875–1950), US-amerikanischer Filmschauspieler
- Michael Davidson (Journalist) (1897–1976), britischer Journalist und Autor
- Michael Davidson (Dramatiker), US-amerikanischer Dramatiker und Drehbuchautor
- Michael Davidson (Sänger, 1935) (1935–2019), US-amerikanischer Opernsänger (Bariton)
- Michael Davidson (Lyriker) (* 1944), US-amerikanischer Lyriker und Kurator
- Michael Davidson (Mediziner), israelischer Psychiater
- Michael Davidson (Sänger, 1963) (Michael Jay Davidson; * 1963), US-amerikanischer Sänger und Songwriter
- Michelle Lim Davidson (* 1987), australische Schauspielerin
- Mike Davidson (Michael James Davidson; * 1963), australischer Freistilschwimmer

### N
- Nancy Davidson (* 1943), amerikanische Künstlerin
- Narelle Davidson (* 1949), australische Opernsängerin (Sopran)
- Neil Davidson (Soziologe) (1957–2020), britischer Soziologe
- Neil Davidson, Baron Davidson of Glen Clova (* 1950), schottischer Jurist, Generalanwalt für Schottland und Mitglied des Oberhauses
- Norman Davidson (1916–2002), US-amerikanischer Chemiker

### O
- Ogunlade Davidson (* 19**), Klimatologe aus Sierra Leone
- Owen Davidson (1943–2023), australischer Tennisspieler

### P
- Paul Davidson (Filmproduzent) (1867–1927), deutscher Filmproduzent
- Paul Davidson (Ökonom) (1930–2024), US-amerikanischer Ökonom
- Paul Davidson (Sänger), jamaikanischer Sänger
- Pete Davidson (* 1993), amerikanischer Comedian und Schauspieler
- Philmore Davidson (1928–1993), Musiker aus Trinidad

### R
- Randall Thomas Davidson (1848–1930), schottischer Erzbischof von Canterbury
- Richard Davidson (Psychologe) (* 1951), US-amerikanischer Psychologe und Hirnforscher
- Richard K. Davidson (* 1942), amerikanischer Manager
- Robert Davidson (Erfinder) (1804–1894), schottischer Erfinder
- Robert Davidson (Landrat) (?–?), preußischer Landrat des Kreises Insterburg von 1887 bis 1890
- Robert Davidson (Rugbyspieler) (1926–1992), australischer Rugby-Union-Spieler
- Robert H. M. Davidson (1832–1908), US-amerikanischer Politiker
- Robyn Davidson (* 1950), australische Reiseschriftstellerin
- Roger H. Davidson (1936–2021), US-amerikanischer Politikwissenschaftler
- Rollo Davidson (1944–1970), britischer Wahrscheinlichkeitstheoretiker
- Ronald Davidson (1941–2016), kanadischer Physiker
- Ross Davidson (1949–2006), britischer Schauspieler
- Roy Davidson (1896–1962), US-amerikanischer Filmtechniker
- Ruth Davidson (* 1978), schottische Journalistin und Politikerin

### S
- Sarah Davidson (* 1958), kanadische Harfenistin und Musikpädagogin
- Sven Davidson (1928–2008), schwedischer Tennisspieler

### T
- Thelma Davidson de López (1922–2010), salvadorianische Unternehmerin
- Thomas Davidson (Drucker), schottischer Drucker
- Thomas Davidson (Paläontologe) (1817–1885), schottischer Paläontologe
- Thomas Davidson (Schiffbauer) (1828–1874), US-amerikanischer Schiffbauer
- Thomas Davidson (Dichter) (1838–1870), schottischer Dichter
- Thomas Davidson (Philosoph) (1840–1900), schottisch-amerikanischer Philosoph
- Thomas Davidson (Maler) (1842–1919), britischer Maler
- Thomas Davidson (Cricketspieler) (* 1927), australischer Cricketspieler
- Thomas G. Davidson (1805–1883), US-amerikanischer Politiker
- Thomas Scott Davidson (1858–1933), kanadischer Politiker
- Thomas Whitfield Davidson (1876–1974), US-amerikanischer Richter und Politiker
- Tierna Davidson (* 1998), US-amerikanische Fußballspielerin
- Tommy Davidson (Fußballspieler) (Thomas Davidson; 1873–1949), schottischer Fußballspieler
- Tommy Davidson (Schauspieler) (* 1963), US-amerikanischer Schauspieler
- Trump Davidson (1908–1978), kanadischer Bandleader, Jazzkornettist und -sänger, siehe Jimmy Davidson

### W
- Warren Davidson (* 1970), US-amerikanischer Politiker
- William Davidson (1593–1669), schottischer Arzt, siehe William Davison
- William Davidson (Politiker) (1778–1857), US-amerikanischer Politiker (North Carolina)
- William Davidson (Segler) (1876–1939), britischer Segler
- William Davidson (Industrieller) (1922–2009), US-amerikanischer Unternehmer und Mäzen
- William Davidson (Filmproduzent) (1928–2009), kanadischer Filmproduzent, Drehbuchautor und Regisseur
- William B. Davidson (1888–1947), US-amerikanischer Schauspieler
- William H. Davidson, US-amerikanischer Politiker (Illinois)
- Willy Davidson (1890–1933), deutscher Maler, Grafiker und Bühnenbildner